# Светлушка (приток Данилихи)
Светлушка — малая река в Перми, левый приток Данилихи. Почти полностью заключена в коллектор, есть только один открытый участок длиной чуть более 100 метров. Единственный водоток Черняевского леса, относящийся к бассейну Данилихи, в некоторых источниках называется «ручей Светлый».

## История
Судя по планам города Перми до 1914 года, Светлушка изначально была самым нижним притоком Данилихи и впадала в неё в районе нынешней площади Дзержинского. Старое русло пересекало территорию университетского сквера, а выше река протекала под железнодорожной насыпью в районе нынешнего Парка камней.
На планах города Перми 1914 и 1917 годов у Светлушки наряду со старым руслом изображено новое, впадающее в Данилиху в районе нынешней площади Гайдара. Предположительно, коллектор Светлушки в районе тоннеля под насыпью был сооружён в период строительства железной дороги Пермь — Кунгур — Екатеринбург в 1905—1909 годах, но возможно, что это произошло несколько позже. Также возможно — из сравнения плана города 1926 года с последующими, начиная с 1940 года, — что участок русла перед входом в коллектор у тоннеля был перенесён ближе к железнодорожной насыпи.
На берегах реки существовала одноимённая деревня, которая в 1936 году была включена в состав Перми. На месте деревни был построен посёлок (а позднее — микрорайон) Светлый. Как вспоминают жители посёлка, они «ходили в лес по воду на Светлушинский ключик и на речку Светлушку полоскать бельё». В 1960-х годах на реке около Дома культуры железнодорожников (ДКЖ) купались и загорали жители.
О верховьях Светлушки, по воспоминаниям коренного жителя Дзержинского района Владислава Гроздина: «Это место выглядело очень романтично. Там стояли сосны, а под ними — небольшое озерцо или прудик. Вода — чистейшая. Неглубоко. Дно песчаное — нам, ребятам, самое милое дело. Здесь же хозяйки полоскали белье. А вокруг сплошные ягодные места…».

## Современное состояние
Река в XX веке подверглась значительному антропогенному влиянию на русловые процессы. В 2007 году подвергалась очистке экологическими отрядами.
Коллектор реки начинается от Шоссе Космонавтов, проходит позади ЖК «Галактика», затем идёт под тротуаром вдоль улицы Малкова. Старое русло реки вдоль улицы Малкова пересохло. Далее коллектор проходит по территории ЖК «Светлый» и заканчивается за автостоянкой у дома по адресу ул. Малкова 30а. В этом месте начинается единственный открытый участок реки до тоннеля под железной дорогой.
По мнению экспертов, водный режим верховьев реки пострадал от строительства улицы Подлесной, которая проходит по водоразделу рек Данилихи и Мулянки, а также от сооружения коллектора в 2005—2006 годах.
В 2021 году на ряде малых рек Перми, в том числе на Светлушке, проводились мероприятия по очистке береговых полос (10 метров от уреза воды).